# Кут укосу уступу

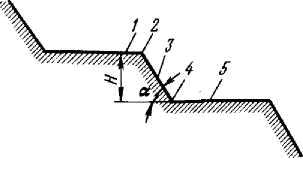
Рис. Уступ: 1 — верхня площадка; 2 — верхня брів ка; 3 — укіс; 4 —нижня брівка; 5 — нижня площадка; α — кут укосу уступу.

Кут уко́су усту́пу (рос. угол откоса уступа, англ. angle of slope, angle of bank slope, нім. Böschungswinkel m der Strosse) — кут у вертикальній площині, нормальній до простягання уступу, між лінією, яка з'єднує верхню і нижню бровки уступу та її проєкцією на горизонтальну площину.
Згідно з Правилами безпеки, кут укосу неробочих уступів формують у межах величини кута природного укосу. Для цього при постановці уступів до неробочого стану їх укоси завідкошують. Кут укосу робочого уступу не повинен перевищувати 80°.